# Uova strapazzate (film)
Uova strapazzate (Strangled Eggs) è un film del 1961 diretto da Robert McKimson. È un cortometraggio d'animazione della serie Merrie Melodies, uscito negli Stati Uniti il 18 marzo 1961. Dal 1999 viene distribuito col titolo Il falchetto predatore.

## Trama
Foghorn Leghorn è rimasto senza cibo per l'inverno. Nel tentativo di ottenere qualcosa da mangiare, va a casa di Miss Prissy e cerca di corteggiarla. In quel momento qualcuno bussa alla porta: Foghorn va ad aprire e trova una cesta contenente Henery Hawk; il gallo lo scambia per un "piccioncino" e vuole cucinarlo, venendo fermato da Prissy. Henery poi afferma di essere un falchetto predatore e Foghorn vuole sparargli con un fucile, ma Prissy devia il colpo in tempo. Il gallo cerca poi di persuadere Prissy a far andare via Henery, siccome loro sono le sue prede, ma la gallina non accetta. Foghorn allora convince Prissy di allevare Henery come se fosse un gallinaceo affinché si identifichi in tale specie.
Per prima cosa Foghorn insegna a Henery come cantare nel sottotetto del fienile, ma falchetto gli avvolge un cappio intorno al collo per poi farlo cadere in una pentola. Foghorn riesce a fuggire in tempo e desidera ucciderlo. Egli quindi pittura di bianco una bomba a mano e la mette in un nido, spacciandola per un uovo da covare. Il gallo piazza Henery sopra la granata e lega alla sicura una corda, per poi allontanarsi. Cerca quindi di estrarre la sicura con la corda, ma la tira troppo forte e la granata, senza il sigillo, arriva vicino a lui, esplodendogli addosso poco dopo. Più tardi Foghorn sotterra delle mine terrestri e insegna a Henery come razzolare, ma il falchetto gli morde un dito. Furioso, il gallo lo insegue, ma finisce per camminare su diverse mine, saltando in aria ripetutamente, mentre Henery riesce a scappare sano e salvo. Foghorn si mette poi a volare e afferma che "se lui sarà un pollastro io sarò un falchetto predatore". Vola quindi dietro a Henery con l'intento di catturarlo. Henery fugge al sicuro da Miss Prissy, che sbatte la porta in faccia a Foghorn. Stordito, quest'ultimo afferma di essere arrivato alla fine.

## Distribuzione

### Edizione italiana
Il cortometraggio fu doppiato negli anni '80, con dialoghi in alcune occasioni scostanti dagli originali, e quindi nel 1999 dalla Angriservices Edizioni per l'inclusione in VHS.

### Edizioni home video

#### VHS
- Un supergallo cedrone (settembre 1999)